# Saropogon purus
Saropogon purus là một loài ruồi trong họ Asilidae. Saropogon purus được Curran miêu tả năm 1930. Loài này phân bố ở vùng Tân Bắc giới.